# Lotarjov DV–2
A DV–2 az ukrajnai Ivcsenko-Progressz tervezőiroda és a csehszlovák Vág-menti Gépgyár (Považské strojárne) által közösen kifejlesztett, majd Csehszlovákiában, később Szlovákiában sorozatban gyártott kétáramú gázturbinás sugárhajtómű. A DV típusjelzés a tervezés (Dnyeper) és a gyártás (Vág) helyére utal.

## Története
A hajtóművet 1982–1987 között fejlesztették ki a Szovjetunióban, a zaporozsjei Progressz (OKB–478) tervezőirodában (ma: ZMKB Ivcsenko-Progressz) csehszlovák közreműködéssel. Eredetileg az L–39 Albatros kiképző és gyakorló repülőgép továbbfejlesztett változataihoz szánták. A fejlesztési munkák csúszása miatt azonban az L–39MS prototípusai az L–39 alapváltozatánál is alkalmazott AI–25 típusú hajtómű továbbfejlesztett változatát, az AI–25TL-t kapták.
Az első 16 db hajtómű Zaporizzsjában, a Motor Szics vállalatnál készült. Csehszlovákiában 1991-ben kezdődött el a hajtómű sorozatgyártása a vágbesztercei Považske strojárne vállalatnál. A gyártás kis intenzitással folyik, 1991–1992-ben mindössze 5 db-ot gyártottak.
Az L–39 utód-típusához, az L–59-hez a cseh gyártó nyugati hajtóművet választott. Ezzel a nagy sorozatú gyártás jövője kilátástalanná vált. Az elkészült hajtóműveket a sorozatgyártású L–39MS gépekbe, valamint a továbbfejlesztett DV–2S hajtóműveket a Tunéziának és Egyiptomnak szállított L–59 gépekbe építették be. Összesen mintegy 124 db készült a hajtómű különféle változataiból.
Később Oroszországban és Ukrajnában is továbbfejlesztették. A Provažské strojárne az orosz Klimov Gépgyárral közösen hozta létre a kezdetben DV– 2S típusjelű, majd RD–35-re átnevezett hajtóművet, melyet a Jak–130 gyakorló repülőgépen is használnak. Az ukrán Ivcsenko-Progressz tervezőiroda DV–12 és DV–22, majd később AI–22-re átnevezett, a DV–2-n alapuló hajtóműveit a Tu–324-es utasszállító repülőgéphez szánták.

## Műszaki jellemzői
A DV–2 a katonai célú hajtóműveknél szokatlan módon turbóventilátoros kialakítású, alacsony kétáramsági fokú gázturbinás sugárhajtómű, egytengelyes felépítéssel. A háromfokozatú turbina által hajtott tengelyen helyezkedik el a kétrészes kompresszor (kétfokozatú kisnyomású és hétfokozatú nagynyomású kompresszor), illetve a turbóventilátor.

## Műszaki adatai
- Száraz tömeg: 475 kg
- Légnyelés: 49,5 kg/s
- Nyomásviszony: 15,5
- Kétáramsági fok: 1,46
- Turbina előtti gázhőmérséklet: 1380 K
- Maximális tolóerő: 21,58 kN
- Üzemanyag-fogyasztás: 0,061 kg/N/h

## Külső hivatkozások
- Az Ivcsenko-Progressz tervezőiroda honlapja
- A DV–2 az Ugolok nyeba (airwar.ru) oldalán (oroszul)